# أقابيك
أقابيك هي قرية في مقاطعة تكاب، إيران. يقدر عدد سكانها بـ 49 نسمة بحسب إحصاء 2016.